# КрАЗ-65055
КрАЗ-65053 и КрАЗ-65055 — украинские крупнотоннажные грузовые автомобили с колёсной формулой 6×4, грузоподъёмностью 16…20 тонн.
КрАЗ-65032 — украинский крупнотоннажный грузовой автомобиль повышенной проходимости с колёсной формулой 6×6, грузоподъёмностью до 16 тонн.
Базовая модель семейства грузовых автомобилей включает в себя несколько модификаций и вариантов исполнения.

## История
Первые образцы опытного самосвала КрАЗ-6505, разработанного на базе моделей КрАЗ-250 и КрАЗ-260, были изготовлены в 1977 году.
В начале 1978 года новая модель трёхосного самосвала КрАЗ грузоподъёмностью 16 тонн была внесена в производственный план автомобильной промышленности СССР на период до 1990 года, летом 1978 года первый опытный КрАЗ-6505 был представлен на ВДНХ СССР.
Предсерийный прототип самосвала КрАЗ-6505 с уменьшенным до 37 литров на 100 км расходом топлива был представлен на выставке «Автопром-84». После завершения испытаний, в 1988 году самосвал КрАЗ-6505 снаряжённым весом 11,6 тонн и ресурсом 250 тыс. км до первого капитального ремонта был представлен на ВДНХ СССР.
Автомобиль отличался более мощным двигателем ЯМЗ-238 с турбонаддувом, увеличенной грузоподъёмностью до 15 тонн и конструктивными изменениями. Однако поскольку было утверждено решение начать серийное производство усовершенствованного варианта самосвала КрАЗ-6505 с увеличенной до 16 тонн грузоподъемностью, начало серийного производства грузовика было решено отложить до конца XII пятилетки. Проходившие в районе Ашхабада испытания КрАЗ-6505 в условиях жаркого климата были завершены в 1990 году, по их результатам была изменена конструкция системы питания двигателя воздухом, внесённые улучшения позволили снизить расход топлива на 3,7 % при эксплуатации автомашины в условиях с температурами воздуха выше +40 °C. В результате доработки машина обрела индекс 65055.
В 1980-е годы для КрАЗ-6505 были разработаны самосвальные платформы из высокопрочных низколегированных сортов стали, оснащённые подъемником балансирного типа.
Параллельно с КрАЗ-6505 в 1994 году была создана полноприводная версия КрАЗ-6503 (6х6), испытания которого продолжались до 1995 года.
В 1994 году было официально объявлено о начале серийного выпуска семейства КрАЗ-6505. Тогда же пошла в производство другая базовая модель КрАЗ-65053, отличающаяся удлинённой базой. Производство КрАЗ-65032 началось в 1996 году, а производство КрАЗ-65055 в 1997 году (был изготовлен один серийный экземпляр).
В 1994…1995 гг. для самосвалов КрАЗ-65032 и КрАЗ-65055 и КрАЗ-65053 было разработано единое семейство самосвальных платформ объёмом 9 м³, 10,5 м³ и 12,5 м³ в вариантах с задним бортом и без него.
Годом начала крупносерийного выпуска считается 2004 год, когда Кременчугский автозавод изготовил 128 самосвалов КрАЗ-65055.
С 2006 года машины стали оснащать новыми двигателями ЯМЗ-238ДЕ2 класса Евро-2, мощностью 330 л. с. взамен прежних ЯМЗ-238Д.
За период с 1999 по 2008 год было выпущено 4058 автомобилей КрАЗ-65055.
Дальнейшим развитием и преемником модели стал её модернизированный вариант — самосвал КрАЗ С18.0 «Горняк» (оснащённый усиленной задней балансирной подвеской, новой самосвальной платформой объёмом 12 м³ и новым рулевым механизмом интегрального типа), опытный образец которого был представлен в 2009 году.
По состоянию на 2019 год на все капотные грузовики КрАЗ устанавливаются двигатели класса Евро-5 ЯМЗ-653 или китайские Weichai, в том числе на КрАЗ-65053 и КрАЗ-65055.

## Модификации
- КрАЗ-6505 — советский вариант[10], ресурс нового самосвала КрАЗ-6505 до первого капитального ремонта составлял 300 тысяч км, после чего проведение капитального ремонта обеспечивало межремонтный ресурс на дополнительные 240 тысяч км[11].
- КрАЗ-65053 — базовая модель, шасси с колёсной формулой 6х4[12], колёсная база 5140 мм или 5830 мм, с двумя вариантами кабины (дневной и спальной) (с 1994 года).
- КрАЗ-65055 тип 1 — базовая модель, самосвал грузоподъёмностью 16 т, с колёсной формулой 6×4, колесная база 4080 мм (с 1997 года).
- КрАЗ-65055 тип 2 — самосвал грузоподъёмностью 16 т, с колёсной формулой 6×4, с усиленной задней подвеской.
- КрАЗ-65055 тип 3 — самосвал грузоподъёмностью 18 т, с колёсной формулой 6×4, с усиленной задней подвеской.
- КрАЗ-65055-038-02[13]
- КрАЗ-С18.0 «Горняк-М» — модернизированный вариант, впервые представлен в начале 2009 года. Оснащён лицензионным двигателем «Cummins L-360» китайского производства, выпускаемой в Китае по лицензии американской компании Eaton коробкой переключения передач «Fast Gear 9JS150TА-B», новым самосвальным кузовом с несъёмными бортами и новым интегральным рулевым усилителем (позволившим снизить усилие на рулевом колесе с 14 кг до 7-8 кг). Грузоподъёмность увеличена до 20 тонн[14].
- КрАЗ-65032 — базовая модель, самосвал грузоподъёмностью 15 т, с колёсной формулой 6×6, колесная база 4080 мм (с 1996 года).
- КрАЗ-65032 тип 2 — самосвал грузоподъёмностью 15,5 т, с колёсной формулой 6×6, с усиленной задней подвеской.

## Галерея

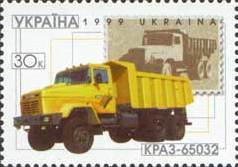
Почтовая марка Украины
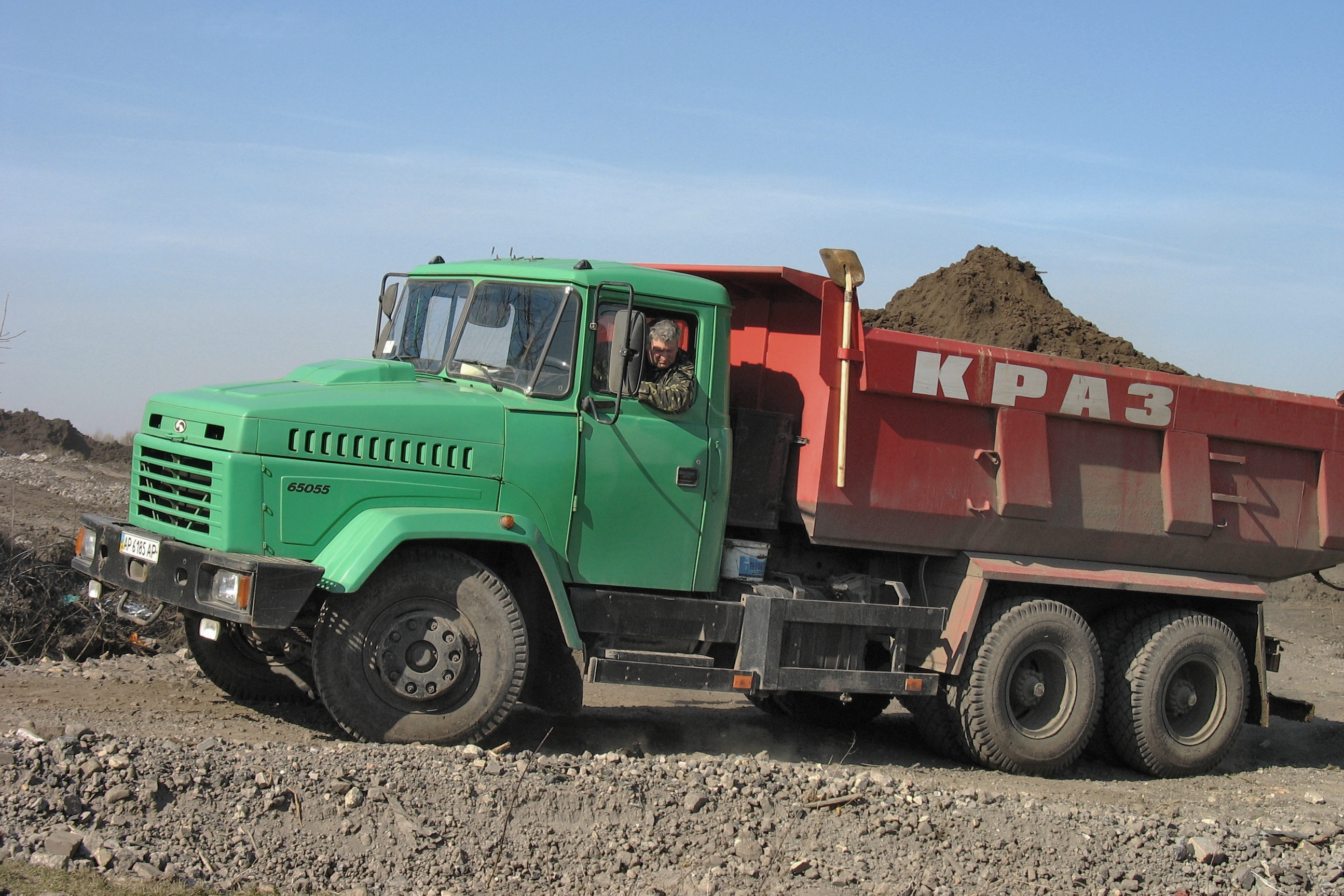
КрАЗ-65055
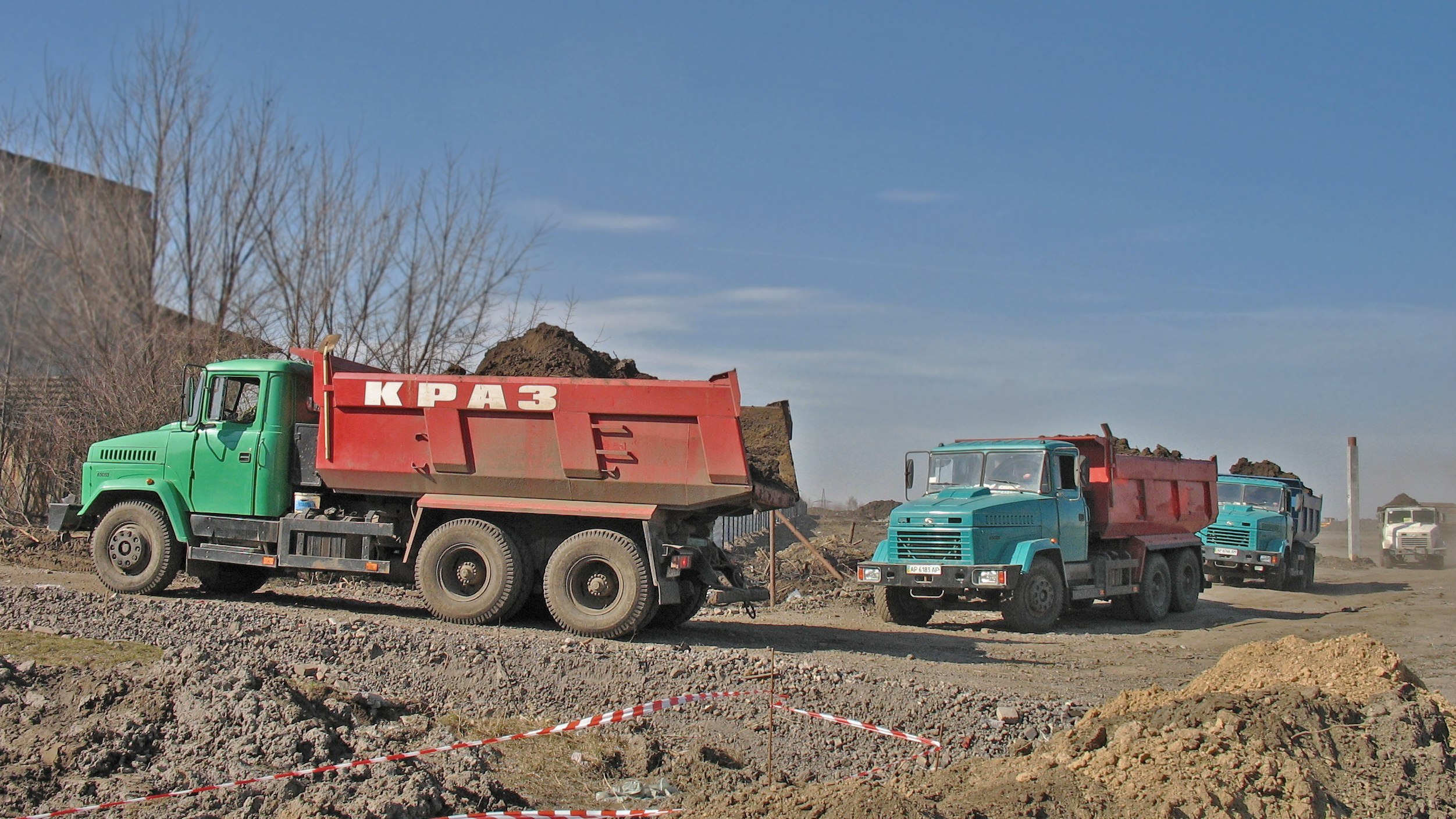
Колонна КрАЗ-65055 на стройке в Украине, 2008 год
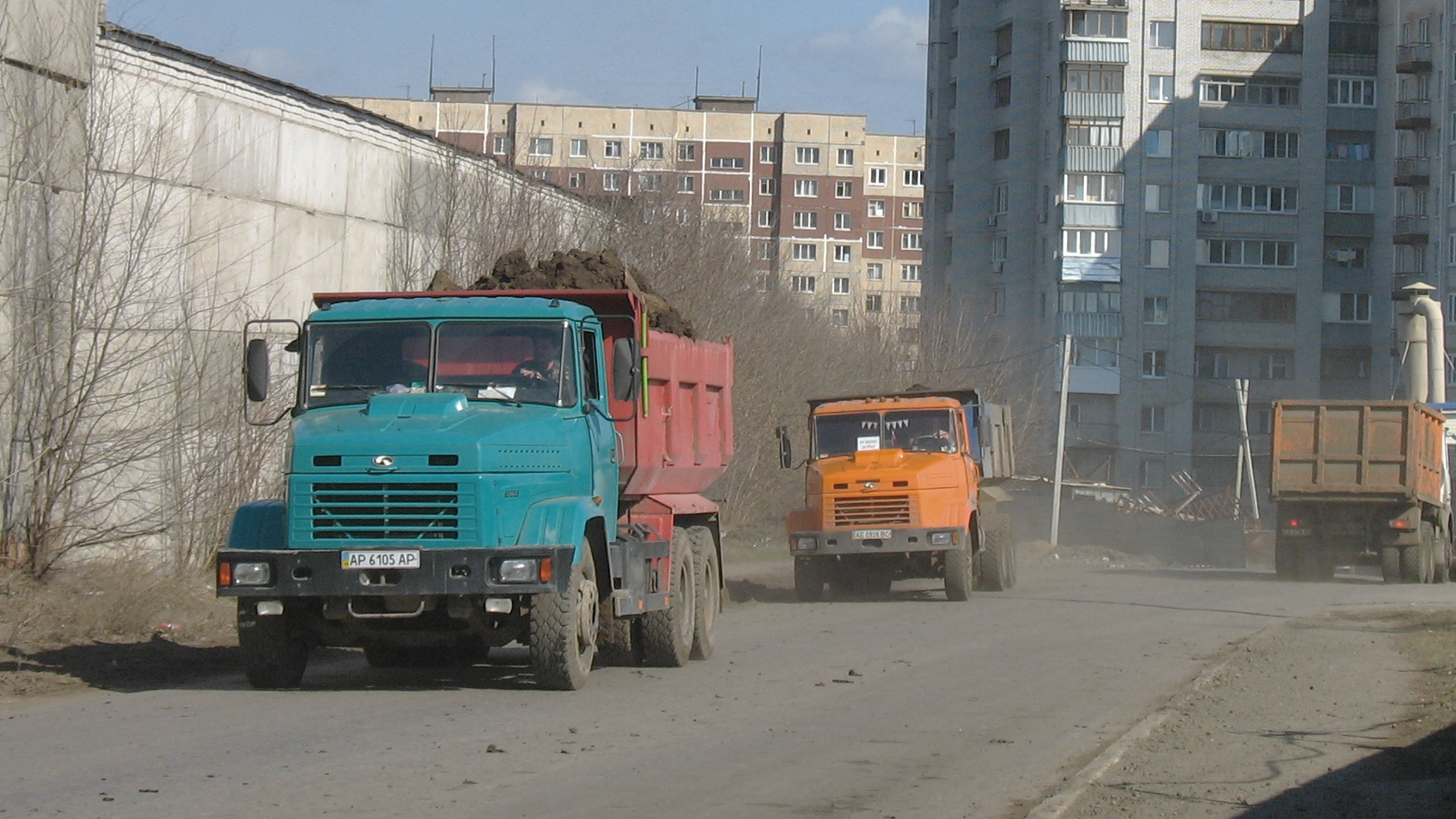
КрАЗ-65055 и его предшественник КрАЗ-6510